# Премія БАФТА у відеоіграх
Премія Британської Академії у галузі відеоігор (англ. British Academy Video Games Awards) — премія, яка щорічно вручається організацією БАФТА найкращим розробкам відеоігрової індустрії. Ця премія стала результатом поділу премії BAFTA Interactive Entertainment Awards, яка проіснувала п'ять років (1998—2003), на знак визнання відеоігор одним з основних видів сучасного мистецтва.
Уперше премія була вручена 25 лютого 2004 року. З відтоді було проведено чотирнадцять церемоній нагороджень. Остання, 15-а Премія Британської Академії в галузі відеоігор відбулася 4 квітня 2019 року в Queen Elizabeth Hall, Лондон.

## Номінації
Чинні номінації
- Художнє досягнення
- Аудіодосягнення
- Найкраща гра
- Британська гра
- Дебютна гра
- Мобільна гра на EE Limited (вперше представлена 2018)
- Гра в розвитку
- Сімейна гра
- Братерство BAFTA
- Гра не для розваги (вперше представлена 2017)
- Ігровий дизайн
- Ігрова інновація
- Мобільна гра
- Багатокористувацький режим
- Музика
- Оповідь
- Оригінальне надбання
- Озвучування
- Спеціальна нагорода

Застарілі номінації
- Бойовик
- Пригодницька гра
- Анімація або вступ
- Мистецьке спрямування
- Найкращий персонаж
- Казуальна та соціальна гра
- Дитяча гра (перейменована на «Сімейну гру»)
- Гра для Game Boy Advance
- Гра для Gamecube
- Ігровий процес
- Портативна гра
- Гідні уваги (присуджувалася новим талановитим особам в індустрії відеоігор і їхнім іграм)
- Онлайн-гра
- Оригінальність (перейменована на «Оригінальне надбання»)
- Авторський музичний супровід (злилася зі «Звуковим супроводом»)
- Гра для персонального комп'ютера
- Гра для PS2
- Головоломка
- Перегони
- Сценарій/Сюжет (перейменована на «Оповідь»)
- Симуляційна гра
- Звуковий супровід (злилася з «Авторським музичним супроводом»)
- Спортивна гра
- Стратегія
- Технічні досягнення
- Гра для Xbox

## Церемонії нагородження та переможці

### 2003
Церемонія 2003 року відбулася в лютому 2004.
- Екшн-гра — Grand Theft Auto: Vice City
- Пригодницька гра — The Legend of Zelda: The Wind Waker
- Анімація чи вступ — Soulcalibur II (видання Jame Chung)
- Дитяча гра — EyeToy: Play
- Дизайн — Grand Theft Auto: Vice City
- Гра для Game Boy Advance — Advance Wars 2: Black Hole Rising
- Гра для будь-якої платформи — Найкраща гра року — Call of Duty
- Гра для Gamecube — Metroid Prime
- Мобільна гра — Tony Hawk's Pro Skater
- Багатокористувацька гра — Battlefield 1942
- Оригінальна музика — Harry Potter and the Chamber of Secrets
- Гра для ПК — Grand Theft Auto: Vice City
- Гра для PS2 — Grand Theft Auto: Vice City
- Перегони — Project Gotham Racing 2
- Звук — Grand Theft Auto: Vice City
- Спортивна гра — FIFA Football 2004
- Стратегія — Advance Wars 2: Black Hole Rising
- Нагорода «Sunday Times Reader» для ігор — Grand Theft Auto: Vice City
- Технічне досягнення — EyeToy: Play
- Гра для Xbox — Star Wars: Knights of the Old Republic
- Спеціальна нагорода (ігри) — Кріс Дірінг, президент Sony Computer Entertainment Europe

### 2004
Церемонія 2004 року відбулася 1 березня 2005.
- Екшн-гра — Half-Life 2
- Анімація — Half-Life 2
- Мистецьке спрямування — Half-Life 2
- Досягнення в аудіо — Call of Duty: Finest Hour
- Найкраща гра — Half-Life 2
- Дитяча гра — Donkey Konga
- Гра для Gamecube — Prince of Persia: Warrior Within
- Портативна гра — Colin McRae Rally 2005
- Мобільна гра — BlueTooth BiPlanes
- Онлайнова багатокористувацька гра — Half-Life 2
- Оригінальна музика — Hitman: Contracts
- Оригінальність — SingStar/Singstar Party
- Гра для ПК — Half-Life 2
- Гра для PS2 — Burnout 3: Takedown
- Перегони — Burnout 3: Takedown
- Спортивна гра — Pro Evolution Soccer 4
- Нагорода «Sunday Times Reader» для ігор — Football Manager 2005
- Технічне спрямування — Burnout 3: Takedown
- Xbox — Halo 2
- Спеціальна нагорода (ігри) — Сем Гаузер і Леслі Бензіс (Rockstar Games)

### 2006
Церемонія 2006 відбулася в Круглому будинку, Лондон, 5 жовтня 2006, ведучим був Вернон Кей
- Екшн і пригоди (спонсоровано «PC World») — Shadow of the Colossus
- Художнє досягнення — Shadow of the Colossus
- Досягнення в аудіо — Electroplankton
- Казуальна і соціальна — Buzz!: The BIG Quiz
- Персонаж — ЛокоРоко (LocoRoco)
- Дитяча — LocoRoco
- Гра (спонсоровано «PC World») — Tom Clancy's Ghost Recon Advanced Warfighter
- Ігровий процес (спонсоровано Nokia N-Gage) — Lego Star Wars II: The Original Trilogy
- Нагорода від геймерів (спонсоровано Nokia N-Gage) — 24: The Mobile game
- Інновація — Dr. Kawashima's Brain Training: How Old Is Your Brain?
- Багатокористувацька гра — Dungeons and Dragons Online: Stormreach
- Оригінальний звукоряд — Tomb Raider: Legend
- Сценарій — Psychonauts
- Симулятор — The Movies
- Саундтрек — Guitar Hero
- Спортивна гра — Fight Night Round 3
- Стратегія — Rise and Fall: Civilizations at War
- Технічне досягнення (спонсоровано «Skillset») — Tom Clancy's Ghost Recon Advanced Warfighter

### 2007
Церемонія 2007 відбулася в приміщенні «Еволюшн», Баттерсі, Лондон, 23 жовтня 2007, ведучий — Вік Рівз
- Екшн і пригоди (спонсоровано «PC World») — Crackdown
- Художнє досягнення — Ōkami
- Найкраща гра — BioShock
- Казуальна — Wii Sports
- Ігровий процес (спонсоровано Nokia N-Gage) — Wii Sports
- Інновація — Wii Sports
- Багатокористувацька гра — Wii Sports
- Оригінальний звукоряд — Ōkami
- Спортивна гра — Wii Sports
- Історія та персонаж — God of War II
- Стратегія and Симулятор — Wii Sports
- Технічне досягнення — God of War II
- Використання аудіо — Crackdown
- Нагорода БАФТА «Звернути увагу» (спільно з Dare to Be Digital) — Ragnarawk
- Нагорода «Гра для ПК» від «World Gamers» (глядацьке голосування) — Football Manager 2007
- Академічне братерство — Вілл Райт

### 2008
Церемонія 2008 відбулася в приміщенні готелю «Гілтон», Лондон, 10 березня 2009, ведучий — Дара О Бріен
- Екшн і пригоди — Fable II
- Художнє досягнення — LittleBigPlanet
- Найкраща гра — Super Mario Galaxy
- Казуальна — Boom Blox
- Ігровий процес — Call of Duty 4: Modern Warfare
- Портативна гра — Professor Layton and the Curious Village
- Багатокористувацька гра — Left 4 Dead
- Оригінальний звукоряд — Dead Space
- Спортивна гра — Race Driver: Grid
- Стратегія — Civilization Revolution
- Історія та персонаж — Call of Duty 4: Modern Warfare
- Технічне досягнення — Spore
- Використання аудіо — Dead Space
- Нагорода БАФТА «Звернути увагу» (спільно з Dare to Be Digital) — Boro-Toro
- Нагорода «GAME» 2008 — Call of Duty 4: Modern Warfare
- Академічне братерство — Нолан Бушнелл

### 2009
Церемонія 2009 відбулася в приміщенні готелю «Гілтон», Лондон, 19 березня 2010, ведучий — Дара О Бріен
- Екшн — Uncharted 2: Among Thieves
- Художнє досягнення — Flower
- Найкраща гра — Batman: Arkham Asylum
- Сімейна & соціальна — Wii Sports Resort
- Ігровий процес — Batman: Arkham Asylum
- Портативна гра — LittleBigPlanet
- Багатокористувацька гра — Left 4 Dead 2
- Оригінальний звукоряд — Uncharted 2: Among Thieves
- Спортивна гра — FIFA 10
- Сюжет — Uncharted 2: Among Thieves
- Стратегія — Empire: Total War
- Використання аудіо — Uncharted 2: Among Thieves
- Використання онлайну — FIFA 10
- Нагорода БАФТА «Звернути увагу» (спільно з Dare to Be Digital) — Shrunk!
- Нагорода «GAME» 2009 — Call of Duty: Modern Warfare 2
- Академічне братерство — Сігеру Міямото

### 2010
Церемонія 2010 відбулася в приміщенні готелю «Гілтон», Лондон, 16 березня 2011, ведучий — Дара О Бріен
- Екшн — Assassin's Creed: Brotherhood
- Художнє досягнення — God of War III
- Найкраща гра — Mass Effect 2
- Сімейна — Kinect Sport Game
- Ігровий процес — Super Mario Galaxy 2
- Портативна гра — Cut the Rope
- Багатокористувацька гра — Need for Speed: Hot Pursuit
- Оригінальна музика — Heavy Rain
- Головоломка — Rooms: The Main Building
- Соціальна мережева гра — My Empire
- Спортивна гра — F1 2010
- Сюжет — Heavy Rain
- Стратегія — Civilization V
- Технічна інновація — Heavy Rain
- Використання аудіо — Battlefield: Bad Company 2
- Премія БАФТА «Звернути увагу» (спільно з Dare to Be Digital) — Twang!
- Премія «GAME» 2010 — Call of Duty: Black Ops
- Академічне братерство — Пітер Моліньє

### 2011
Церемонія 2011 відбулася в приміщенні готелю «Гілтон», Лондон, 16 березня 2012, ведучий — Дара О Бріен
- Екшн — Batman: Arkham City
- Художнє досягнення — Rayman Origins
- Досягнення в аудіо — Battlefield 3
- Найкраща гра — Portal 2
- Дебютна гра — Insanely Twisted Shadow Planet
- Сімейна — LittleBigPlanet 2
- Ігровий дизайн — Portal 2
- Ігрова інновація — LittleBigPlanet 2
- Мобільна & портативна гра — Peggle HD
- Онлайн — браузерна — Monstermind
- Онлайнова багатокористувацька гра — Battlefield 3
- Оригінальна музика — L.A. Noire
- Актор — Марк Гемілл (у ролі Джокера, Batman: Arkham City)
- Спортивна гра/фітнес– Kinect Sports Game: Season Two
- Сюжет — Portal 2
- Стратегія — Total War: Shogun 2
- Премія БАФТА «Звернути увагу» (спільно з Dare to Be Digital) — Tick Tock Toys
- Премія «GAME» 2011 — Battlefield 3
- Особлива відзнака — Маркус Перссон

### 2012
Церемонія 2012 відбулася в приміщенні готелю «Гілтон», Лондон, 5 березня 2013, ведучий — Дара О Бріен
- Екшн — Far Cry 3
- Художнє досягнення — Journey
- Досягнення в аудіо — Journey
- Найкраща гра — Dishonored
- Британська гра — The Room
- Дебютна гра — The Unfinished Swan
- Сімейна — Lego Batman 2: DC Super Heroes
- Ігровий дизайн — Journey
- Ігрова інновація — The Unfinished Swan
- Мобільна & портативна гра — The Walking Dead
- Онлайн — браузерна — SongPop
- Онлайнова багатокористувацька гра — Journey
- Оригінальна музика — Journey
- Актор — Денні Воллес (в ролі оповідача, Thomas Was Alone)
- Спортивна гра/Fitness — New Star Soccer
- Сюжет — The Walking Dead
- Стратегія — XCOM: Enemy Unknown
- Премія БАФТА «Звернути увагу» (спільно з Dare to Be Digital) — Starcrossed
- Академічне братерство — Ґейб Ньюелл

### 2013
Церемонія 2013 відбулася в приміщенні готелю «Гілтон», Лондон, 12 березня 2014, ведучий — Дара О Бріен
- Екшн & пригоди — The Last of Us
- Художнє досягнення — Tearaway
- Досягнення в аудіо — The Last of Us
- Найкраща гра — The Last of Us
- Британська гра — Grand Theft Auto V
- Дебютна гра — Gone Home
- Сімейна — Tearaway
- Ігровий дизайн — Grand Theft Auto V
- Ігрова інновація — Brothers: A Tale of Two Sons
- Мобільна & портативна гра — Tearaway
- Онлайнова багатокористувацька гра — Grand Theft Auto V
- Оригінальна музика — BioShock Infinite
- Актор — Ешлі Джонсон (в ролі Еллі, The Last of Us)
- Спортивна гра — FIFA 14
- Сюжет — The Last of Us
- Стратегія & симулятор — Papers, Please
- Премія БАФТА «Звернути увагу» — Size DOES Matter
- Академічне братерство — Rockstar Games

### 2014
Церемонія 2014 року відбулася в «Тютюновому доці» 12 березня 2015, ведучий — Руфус Гаунд
- Художнє досягнення — Lumino City
- Досягнення в аудіо — Alien: Isolation
- Найкраща гра — Destiny
- Британська гра — Monument Valley
- Дебютна гра — Never Alone
- Сімейна — Minecraft: Console Editions
- Ігровий дизайн — Middle-earth: Shadow of Mordor
- Ігрова інновація — The Vanishing of Ethan Carter
- Мобільна & портативна гра — Monument Valley
- Онлайнова багатокористувацька гра — Hearthstone: Heroes of Warcraft
- Оригінальна музика — Far Cry 4
- Оригінальне надбання — Valiant Hearts: The Great War
- Актор — Ешлі Джонсон (в ролі Еллі, The Last of Us: Left Behind)
- Довготривала гра — League of Legends
- Спортивна гра — OlliOlli
- Сюжет — The Last of Us: Left Behind
- Премія БАФТА «Звернути увагу» — Chambara
- Академічне братерство — Девід Брейбен

### 2015
Церемонія 2015 року відбулася в «Тютюновому доці» 7 квітня 2016, ведучий — Дара О Бріен
- Художнє досягнення — Ori and the Blind Forest
- Досягнення в аудіо — Everybody's Gone to the Rapture
- Найкраща гра — Fallout 4
- Британська гра — Batman: Arkham Knight
- Дебютна гра — Her Story
- Сімейна — Rocket League
- Ігровий дизайн — Bloodborne
- Ігрова інновація — Her Story
- Мобільна & портативна гра — Her Story
- Багатокористувацька гра — Rocket League
- Музика — Everybody's Gone to the Rapture
- Оригінальне надбання — Until Dawn
- Актор — Мерл Дандрідж (в ролі Кейт Коллінз, Everybody's Gone to the Rapture)
- Довготривала гра — Prison Architect
- Спортивна гра — Rocket League
- Сюжет — Life Is Strange
- Особлива відзнака — Емі Генніг
- Премія БАФТА «Звернути увагу» — Sundown
- Академічне братерство — Джон Кармак
- Глядацька нагорода «AMD eSports» — Smite

### 2016
Церемонія 2016 року відбулася в «Тютюновому доці» 6 квітня 2017, ведучий — Денні Воллес
- Художнє досягнення — Inside
- Досягнення в аудіо — The Last Guardian
- Найкраща гра — Uncharted 4: A Thief's End
- Британська гра — Overcooked
- Дебютна гра — Firewatch
- Гра в розвитку — Rocket League
- Сімейна — Overcooked
- Ігровий дизайн — Inside
- Ігрова інновація — That Dragon, Cancer
- Мобільна — Pokémon Go
- Багатокористувацька гра — Overwatch
- Музика — Virginia
- Оповідь — Inside
- Оригінальне надбання — Inside
- Актор — Сіссі Джонс (в ролі Деліли, Firewatch)
- Спеціальна відзнака БАФТА — Бренда Ромеро
- Спеціальна відзнака БАФТА — Брендон Бек і Марк Мерілл (Riot Games)
- Премія БАФТА «Звернути увагу» — Among the Stones
- Глядацька нагорода «AMD eSports» — Clash Royale

### 2017
Церемонія нагородження за 2017 рік проходила в кінотеатрі «Троксі», Лондон, 12 квітня 2018 року. Ведучим заходу був Дара О Бріен.
- Художнє досягнення — Hellblade: Senua's Sacrifice
- Аудіодосягнення — Hellblade: Senua's Sacrifice
- Найкраща гра — What Remains of Edith Finch
- Британська гра — Hellblade: Senua's Sacrifice
- Дебютна гра — Gorogoa
- Гра в розвитку — Overwatch
- Сімейна гра — Super Mario Odyssey
- Гра не для розваги — Hellblade: Senua's Sacrifice
- Ігровий дизайн — Super Mario Odyssey
- Ігрова інновація — The Legend of Zelda: Breath of the Wild
- Мобільна гра — Golf Clash
- Багатокористувацький режим — Divinity: Original Sin II
- Музика — Cuphead
- Оповідь — Night in the Woods
- Оригінальне надбання — Horizon Zero Dawn
- Озвучування — Меліна Юргенс в ролі Сенуа з Hellblade: Senua's Sacrifice

Спеціальну нагороду цього року отримав за внесок в озвучування відеоігор Нолан Норт, відомий озвучуванням Натана Дрейка із серії Uncharted, Дезмонда Майлза з Assassin's Creed та інших персонажів.

### 2018
Церемонія нагородження за 2018 рік проходила в Залі Королеви Єлизавети, Лондон, 4 квітня 2019 року. Ведучим заходу був Дара О Бріен.
- Художнє досягнення — Return of the Obra Dinn
- Аудіодосягнення — God of War
- Найкраща гра — God of War
- Британська гра — Forza Horizon 4
- Дебютна гра — Yoku's Island Express
- Мобільна гра на EE — Old School RuneScape
- Гра в розвитку — Fortnite
- Сімейна гра — Nintendo Labo
- Гра не для розваги — My Child Lebensborn
- Ігровий дизайн — Return of the Obra Dinn
- Ігрова інновація — Nintendo Labo
- Мобільна гра — Florence
- Багатокористувацький режим — A Way Out
- Музика — God of War
- Оповідь — God of War
- Оригінальне надбання — Into the Breach
- Озвучування — Джеремі Девіс в ролі Незнайомця із God of War

Спеціальну нагороду цього року отримала компанія Epic Games, відома створенням Fortnite Battle Royale, за внесок до розробки відеоігор.

### 2019
Церемонія нагородження за 2019 рік проходила в Залі Королеви Єлизавети, Лондон, 2 квітня 2020 року. Через пандемію COVID-19, глядачі дивилися захід онлайн. Ведучим заходу був Дара О Бріен, цього разу він вів церемонію з дому.
- Анімація — Luigi's Mansion 3
- Художнє досягнення — Sayonara Wild Hearts
- Аудіодосягнення — Ape Out
- Найкраща гра — Outer Wilds
- Британська гра — Observation
- Дебютна гра — Disco Elysium
- Мобільна гра на EE — Call of Duty: Mobile
- Гра в розвитку — Path of Exile
- Сімейна гра — Untitled Goose Game
- Гра не для розваги — Kind Words
- Ігровий дизайн — Disco Elysium
- Багатокористувацький режим — Apex Legends
- Музика — Disco Elysium
- Оповідь — Disco Elysium
- Оригінальне надбання — Disco Elysium
- Актор у головній ролі — Гонзало Мартін у ролі Шина Діаза в Life Is Strange 2
- Актор у ролі підтримки — Мартті Суосало в ролі Аті в Control
- Технічне досягнення — Death Stranding
- Братерство BAFTA — Хідео Коджіма